# كلوانس
كلوانس هي قرية في مقاطعة خوي، إيران. عدد سكان هذه القرية هو 3,500 في سنة 2006.